# Diabrotica pauperata
Diabrotica pauperata is een keversoort uit de familie bladkevers (Chrysomelidae). De wetenschappelijke naam van de soort werd in 1890 gepubliceerd door Joseph Sugar Baly.